# Afghanita
L'afghanita és un mineral de la classe dels silicats que cristal·litza en el sistema hexagonal. Pertany al grup de la cancrinita. El seu nom prové del país on va ser descoberta, l'Afganistan. La seva localitat tipus es troba a la mina de lapislàtzuli de Ladjuar Medam, a la província de Badakhxan.
Segons la classificació de Nickel-Strunz, l'afghanita pertany a «09.FB - Tectosilicats sense H₂O zeolítica amb anions addicionals» juntament amb els següents minerals: bystrita, cancrinita, cancrisilita, davyna, franzinita, giuseppettita, hidroxicancrinita, liottita, microsommita, pitiglianoïta, quadridavyna, sacrofanita, tounkita, vishnevita, marinellita, farneseïta, alloriïta, fantappieïta, cianoxalita, balliranoïta, carbobystrita, depmeierita, kircherita, bicchulita, danalita, genthelvita, haüyna, helvina, kamaishilita, lazurita, noseana, sodalita, tsaregorodtsevita, tugtupita, marialita, meionita i silvialita.

## Context geològic
El mineral se sol trobar en vetes que tallen cristalls de latzurita. I se sol trobar associat amb altres minerals com ara la sodalita, la pirita, la flogopita, l'olivina, la nefelina, la latzurita, el diòpsid i la calcita entre d'altres. També s'ha trobat en xenòlits de calcita silicificada en pumita a la Toscana, Itàlia.

## Galeria d'imatges

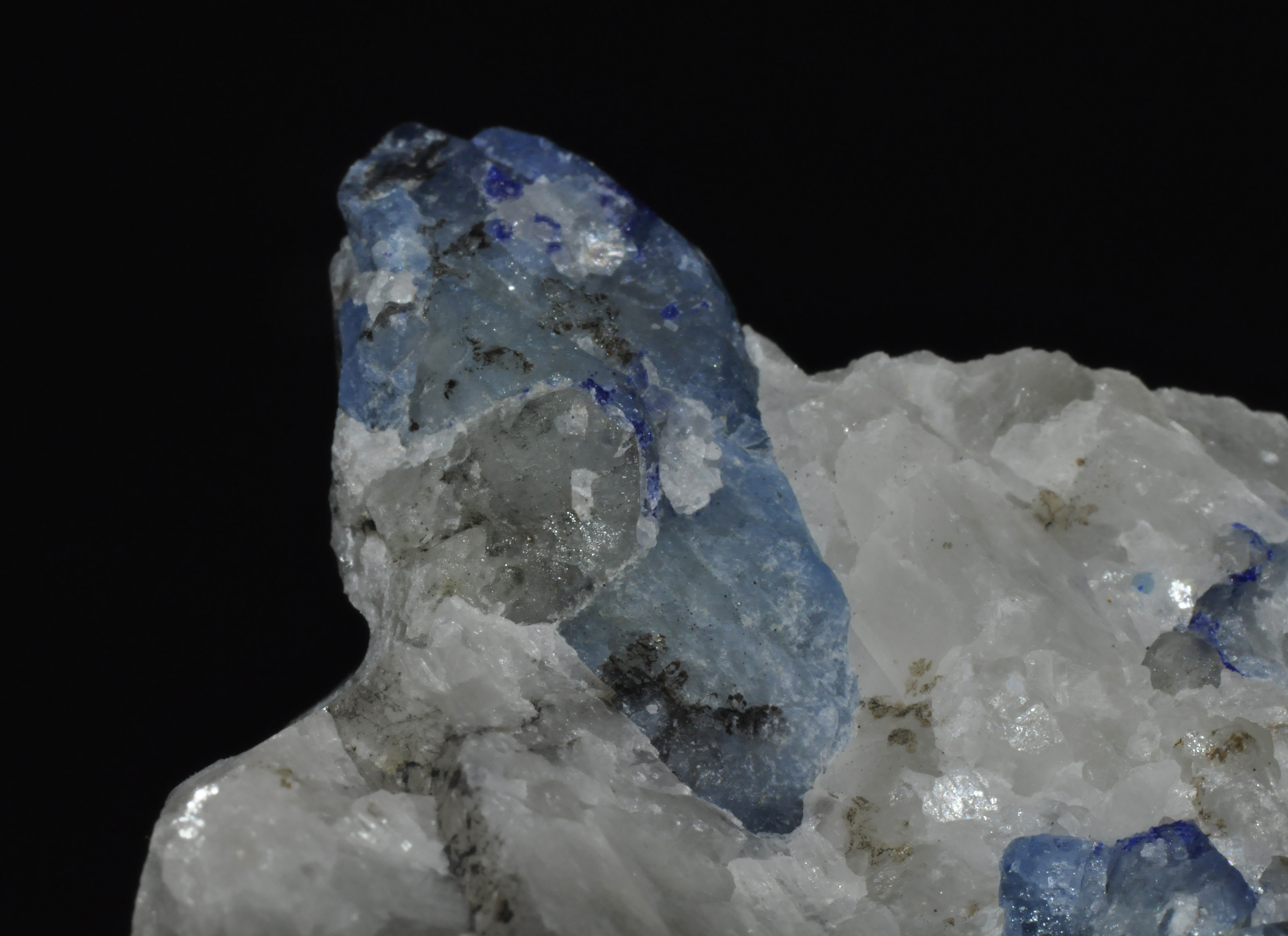
Afghanita (Afganistan)
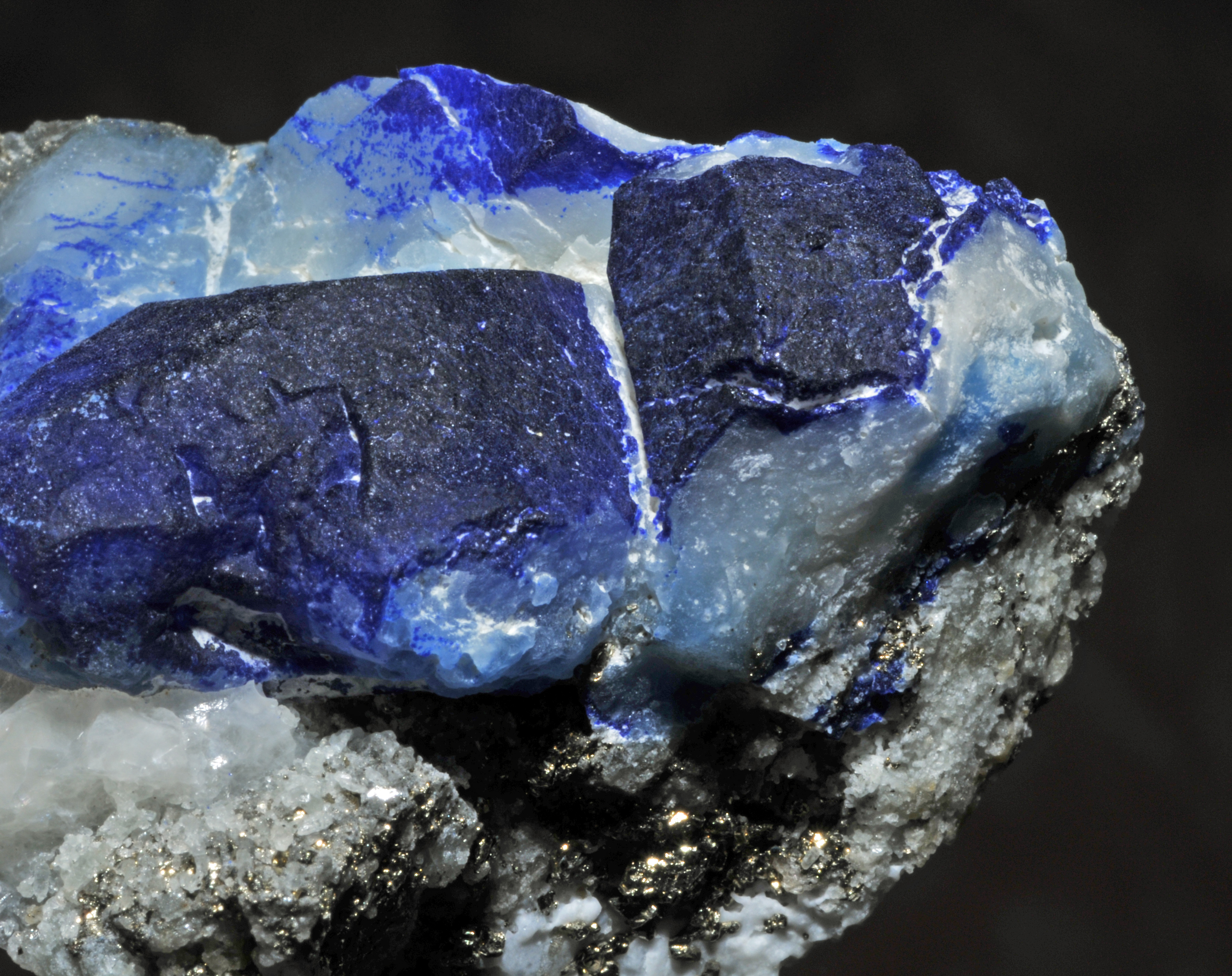
Afghanita (Afganistan)
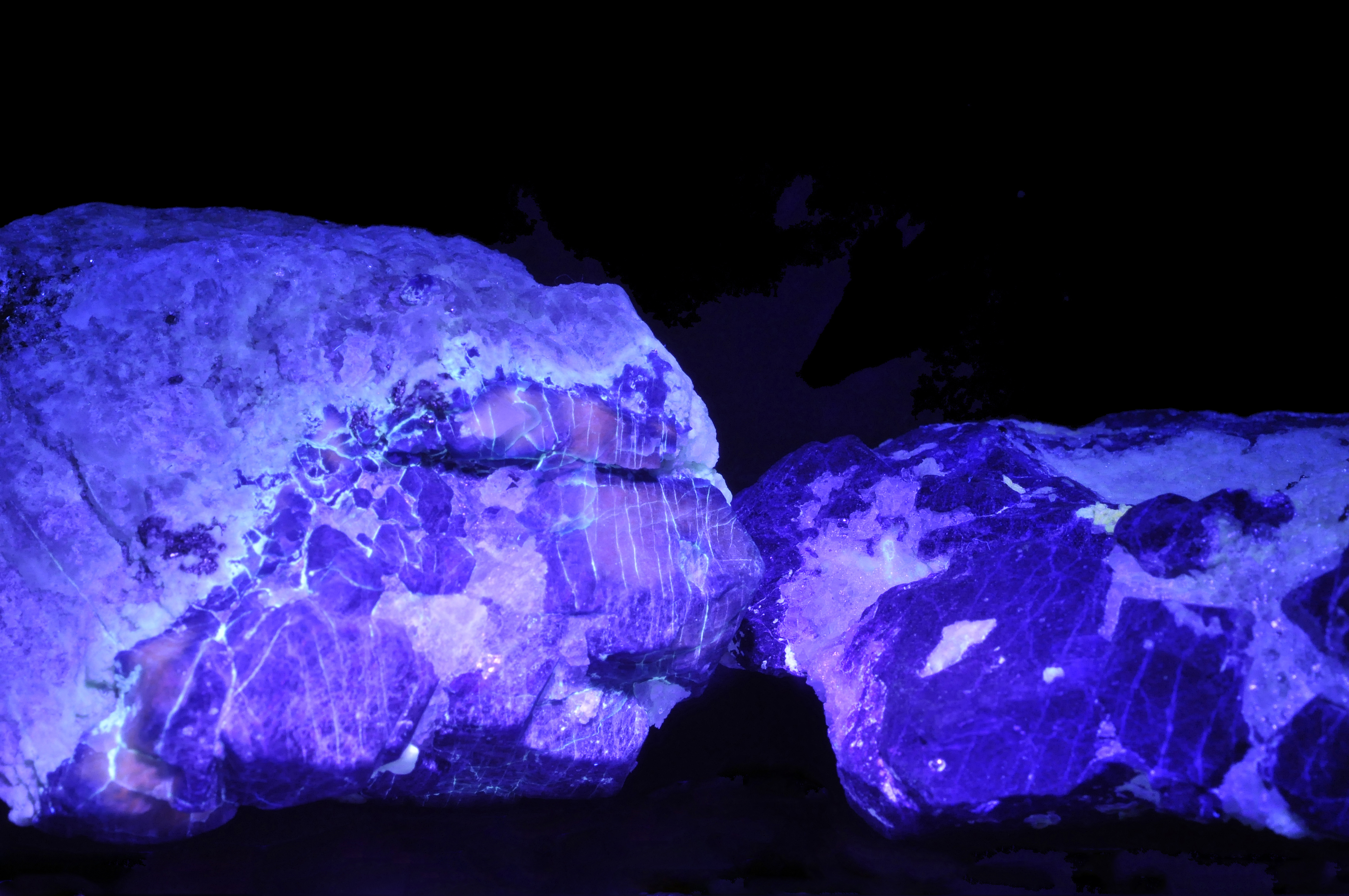
Afghanita i lazurita en llum ultraviolada (Afganistan)
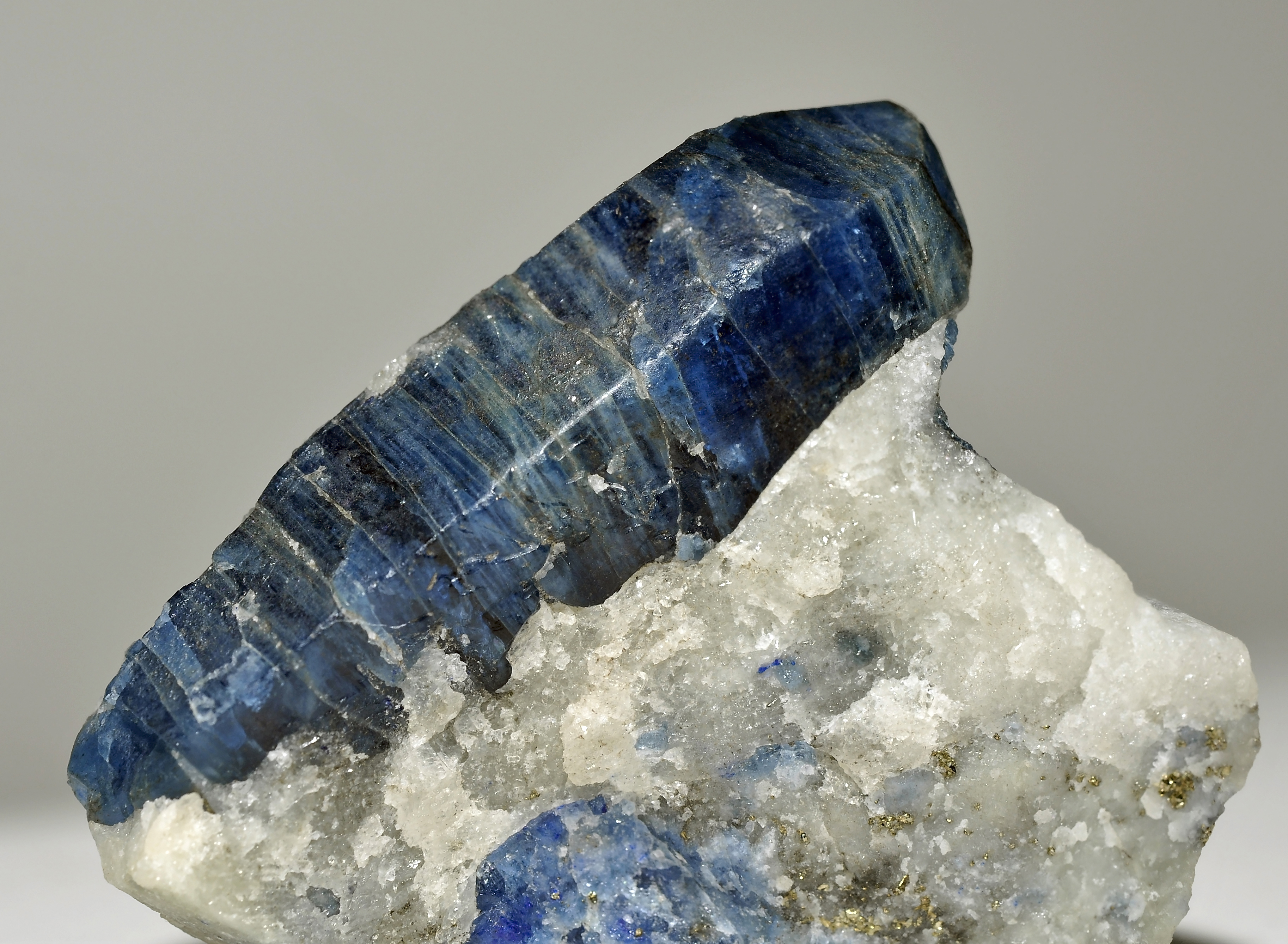
Afghanita, pirita i calcita
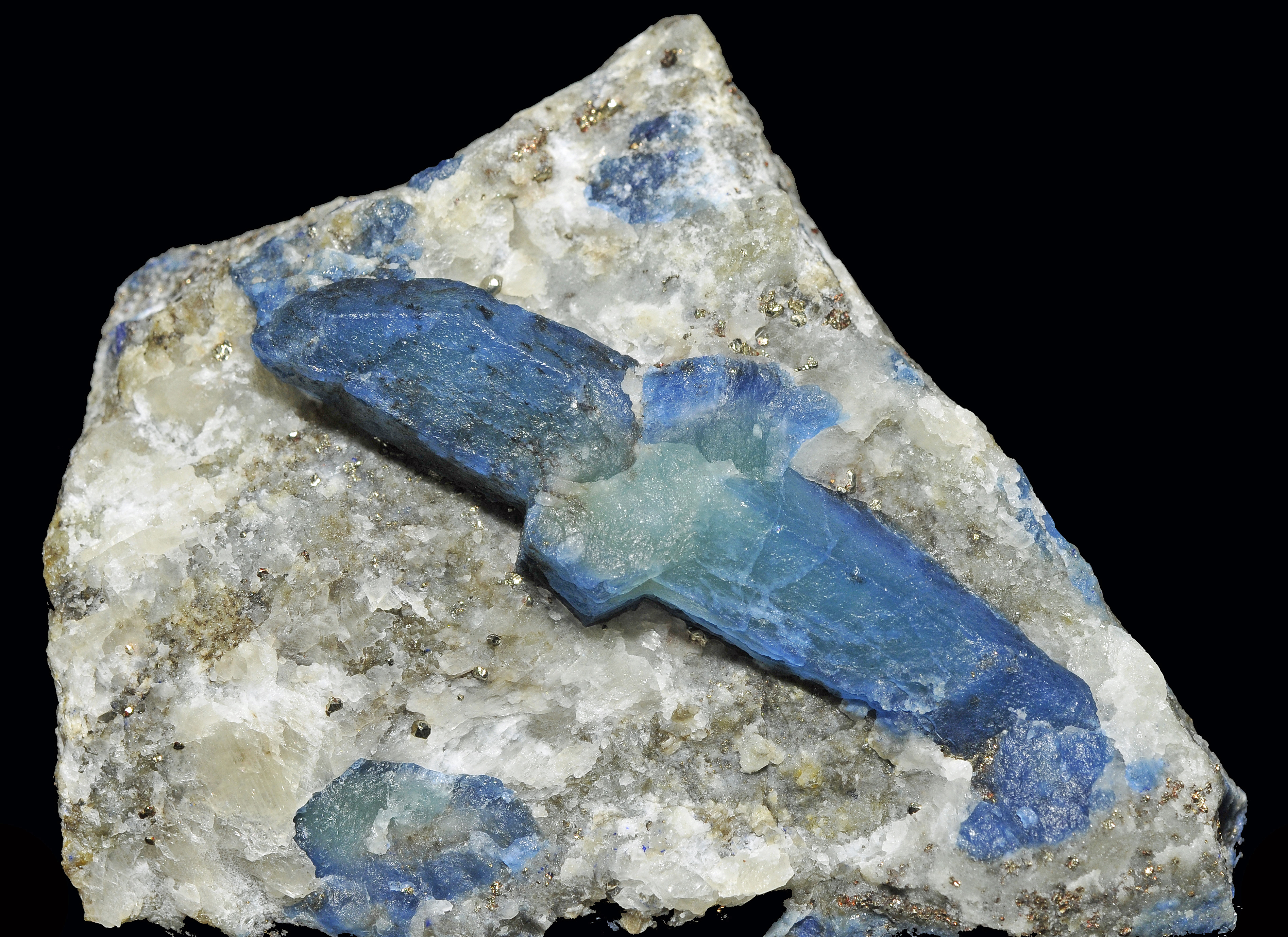
Afghanita, pirita i calcita
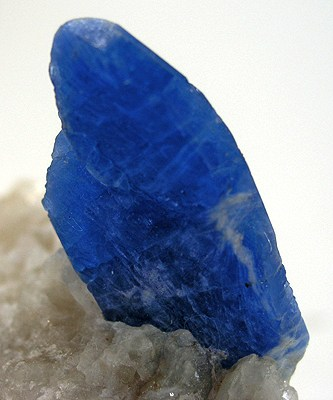
Afganita
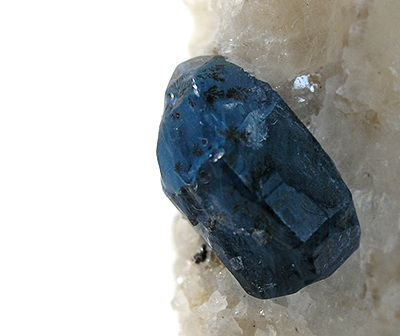
Afganita